# Непрозорість

Порівняння: 1) повна непрозорість; 2) розсіювання; 3) часткова непрозорість; за кожним екраном знаходиться зірка.

Непрозорість — міра поглинання світла або іншого типу випромінювання. До непрозорості можуть призводити такі процеси, як поглинання, відбиття та розсіювання.

## Кількісне визначення
Слова «непрозорість» і «непрозорий» часто використовують як розмовні терміни для об'єктів із описаними вище властивостями. Однак існує також і конкретне кількісне визначення непрозорості {\displaystyle \kappa _{\nu }} на певній частоті {\displaystyle \nu } електромагнітного випромінювання, яке використовується в астрономії, фізиці плазми та інших галузях.
Якщо промінь світла з частотою {\displaystyle \nu } проходить через середовище з непрозорістю {\displaystyle \kappa _{\nu }} і густиною {\displaystyle \rho }, то інтенсивність буде зменшуватися з відстанню x за формулою {\displaystyle I(x)=I_{0}e^{-\kappa _{\nu }\rho x}} де
- x — відстань, яку пройшло світло через середовище
- {\displaystyle I(x)} — інтенсивність світла на відстані x
- {\displaystyle I_{0}} — початкова інтенсивність світла на {\displaystyle x=0}

Для певного середовища на заданій частоті непрозорість має числове значення, яке може варіюватись від 0 до нескінченності з одиницями довжина2/масу.
У роботі із забруднювачами повітря непрозорість визначають як відсоток блокованого світла. Тоді вона варіюється від 0 % блокованого світла до 100 % блокованого світла:
{\displaystyle {\text{Opacity}}=100\%\left(1-{\frac {I(x)}{I_{0}}}\right)}

### Непрозорість Планка і Росселана
Часто використовують середню непрозорість, визначену як непрозорість {\displaystyle \kappa _{\nu }}, зважену за довжинами хвиль з певними ваговими коефіцієнтами.
Непрозорість Планка використовує як вагову функцію нормалізований закон Планка для густини енергії випромінювання чорного тіла, {\displaystyle B_{\nu }(T)}: {\displaystyle \kappa _{Pl}={\int _{0}^{\infty }\kappa _{\nu }B_{\nu }(T)d\nu  \over \int _{0}^{\infty }B_{\nu }(T)d\nu }=\left({\pi  \over \sigma T^{4}}\right)\int _{0}^{\infty }\kappa _{\nu }B_{\nu }(T)d\nu ,} де {\displaystyle \sigma } — стала Стефана–Больцмана.
Непрозорість Росселана (на честь Свена Росселана) використовує як вагову функцію похідну розподілу Планка за температурою, {\displaystyle u(\nu ,T)=\partial B_{\nu }(T)/\partial T}, і зважує значення {\displaystyle \kappa _{\nu }^{-1}}, {\displaystyle {\frac {1}{\kappa }}={\frac {\int _{0}^{\infty }\kappa _{\nu }^{-1}u(\nu ,T)d\nu }{\int _{0}^{\infty }u(\nu ,T)d\nu }}.}Середня довжина вільного пробігу фотона дорівнює {\displaystyle \lambda _{\nu }=(\kappa _{\nu }\rho )^{-1}}. Непрозорість Росселана отримана в дифузійному наближенні до рівняння переносу випромінювання. Вона застосовна, якщо поле випромінювання є ізотропним на відстанях порядку довжини вільного пробігу випромінювання, наприклад, у локальній тепловій рівновазі. Середня непрозорість томсонівського розсіювання на електронах дається формулою {\displaystyle \kappa _{\rm {es}}=0.20(1+X)\,\mathrm {cm^{2}\,g^{-1}} }де {\displaystyle X} — масова частка водню. Для нерелятивістського теплового гальмівного випромінювання або вільно-вільних переходів, припускаючи металічність Сонця, непрозорість становить: {\displaystyle \kappa _{\rm {ff}}(\rho ,T)=0.64\times 10^{23}(\rho [{\rm {g}}~{\rm {\,cm}}^{-3}])(T[{\rm {K}}])^{-7/2}{\rm {\,cm}}^{2}{\rm {\,g}}^{-1}.}Середній показник поглинання Росселана дається формулою: {\displaystyle {\frac {1}{\kappa }}={\frac {\int _{0}^{\infty }(\kappa _{\nu ,{\rm {es}}}+\kappa _{\nu ,{\rm {ff}}})^{-1}u(\nu ,T)d\nu }{\int _{0}^{\infty }u(\nu ,T)d\nu }}.}